# Аэропорт 77
«Аэропорт 77» (англ. Airport '77) — американский фильм-катастрофа, третий фильм в квадрологии фильмов «Аэропорт», начатой в 1970 году. 
В этом фильме, как и в предыдущем, участвуют персонажи из романа Артура Хейли «Аэропорт». Премьера состоялась 11 марта 1977 года в США.
Картина принесла хорошую прибыль, заняв 19-е место в списке самых кассовых фильмов 1977 года и получила смешанные отзывы кинокритиков.

## Сюжет
Филипп Стивенс — известный человек, он богач и поклонник искусств. Скоро должно состояться открытие его музея в Палм-Бич и для этого нужно перевезти коллекцию картин к месту выставки. Перевозит картины роскошный самолёт класса «люкс» «Боинг-747», принадлежащий самому Стивенсу и в нём собирается вся местная элита.
О транспортировке ценных произведений искусства узнают бандиты, и дабы завладеть этими сокровищами — захватывают самолёт. Но их преследует неудача: авиалайнер терпит бедствие над Бермудским треугольником и оказывается в океане на мелководье, пассажиры живы, но в носовую часть воздушного судна начинает просачиваться вода.

## В ролях
- Джек Леммон — капитан Джон Галлагер
- Джеймс Стюарт — Филипп Стивенс
- Кристофер Ли
- Джордж Кеннеди
- Оливия де Хэвилленд
- Ли Грант
- Арлин Голонка – миссис Штерн
- Кэтлин Куинлан — Джули
- Бренда Ваккаро
- Даррен Мак Гэвин
- Роберт Фоксуорт
- Роберт Хукс
- Монти Маркэм
- Памела Беллвуд
- Джозеф Коттен

## Съёмочная группа
- Авторы сценария: Дэвид Спектор, Майкл Шефф, Чарлз Кюнстле и Х. А. Л. Крэйг
- Режиссёр: Джерри Джеймсон
- Оператор: Филип Латроп
- Монтаж: Роберт Уоттс и Джей Терри Уильямс
- Композитор: Джон Какавас
- Художник: Джордж Уэбб
- Продюсер: Уильям Фрай